# Boomerang (천상지희 더 그레이스의 노래)
Boomerang은 대한민국 가수 천상지희 더 그레이스의 첫 번째 일본 싱글 앨범이다. 2006년에 발매되었다. 타이틀곡은 《Boomerang》이다.

## 수록곡
1. Boomerang
2. Do You Know? (feat.Sunday)
3. Boomerang (instrumental)
4. Do You Know？(instrumental)

-DVD-
1. Boomerang PV
2. 天上智喜SPECIAL INTERVIEW
3. OFF SHOT & MAKING